# Mookie Blaylock
Pour les articles homonymes, voir Blaylock.
Daron Oshay « Mookie » Blaylock (né le 20 mars 1967 à Garland, Texas) est un ancien joueur américain de basket-ball de NBA.

## Biographie
Meneur de jeu d'1,85 m, il était considéré comme l'un des meilleurs défenseurs de son époque. L'ancien étudiant de l'université d'Oklahoma était reconnu pour son adresse et une vision défensive du jeu qui lui permit de faire plus de 200 interceptions par saison à quatre reprises et d'obtenir deux sélections en NBA All-Defensive first-team. Il était également un bon shooteur extérieur, un bon passeur le classant parmi les meilleurs de la ligue et un joueur imposant un tempo rapide. En 1988, il mena les Sooners en finale du championnat NCAA, où ils furent battus par les Jayhawks du Kansas, qui étaient menés par Danny Manning et entraînés par Larry Brown.
Blaylock fut sélectionné par les Nets du New Jersey au 12e rang de la draft 1989 et s'imposa rapidement dans la rotation des Nets. Il fut transféré aux Hawks d'Atlanta au début de la saison 1992–1993, où il connut les meilleurs moments de sa carrière sous les ordres de l'entraîneur Lenny Wilkens. Il participe au NBA All-Star Game en 1994. Il termina sa carrière sur le banc des Warriors de Golden State. Il fut nommé dans la NBA All-Defensive Second Team à quatre reprises (1996 à 1999) et fut meilleur intercepteur de la ligue à deux reprises en 1997 et 1998. Il détient le record du nombre de tirs à trois-points réussis (1050) et tentés (3023) et du nombre d'interceptions (1321) de la franchise d'Atlanta.

## Dans la culture populaire
Fans du joueur, le groupe Pearl Jam se nommait originellement Mookie Blaylock, mais ils furent obligés de changer de nom. Ils nommèrent leur premier album Ten d'après le numéro de maillot de Blaylock,,.

## Pour approfondir
- Liste des meilleurs passeurs en NBA en carrière.
- Liste des meilleurs intercepteurs en NBA en carrière.
- Liste des meilleurs intercepteurs en NBA par saison.
- Liste des joueurs de NBA avec 23 passes décisives et plus sur un match.
- Liste des joueurs de NBA avec 9 interceptions et plus sur un match.